# 1960년 미국 상원의원 선거
1960년 미국 상원의원 선거는 1960년 11월 8일 대통령 선거와 함께 치러진 상원의원 선거로, 같이 치러진 대선에서 민주당의 존 F. 케네디 후보가 당선된 데 힘입어 민주당이 승리하였다

## 선거 결과
| 정당   | 선거결과 | 의석 수 |
| ------ | -------- | ------- |
| 민주당 | 29석     | 64석    |
| 공화당 | 7석      | 34석    |